# 여영복
여영복(呂永複, 1905년 ~ ?)은 제2대 국회의원을 지낸 대한민국의 정치인이다.

## 약력
- 휘문고등보통학교 졸업
- 김천군 구성면 면장

## 역대 선거 결과
|  | 19.19% |

|  | 17.10% |

|  | 7.93% |

## 참고자료
- 여영복 - 대한민국헌정회